# Market batata
La market batata est un ragoût tunisien traditionnel, à base de pommes de terre, accompagné de viande de bœuf ou d'agneau.